# Parafia św. Jana Ewangelisty w Mahopac
Parafia św. Jana Ewangelisty w Mahopac (ang. St. John The Evangelist Parish) – parafia rzymskokatolicka położona w Mahopac, hrabstwie Putnam, w stanie Nowy Jork, Stany Zjednoczone.
Jest ona wieloetniczną parafią w archidiecezji Nowy Jork, z mszą św. w j. polskim dla polskich imigrantów.
Ustanowiona w 1889 roku i dedykowana św. Janowi Ewangeliście.

## Nabożeństwa w j.polskim
- Niedziela – 10:15

## Szkoły
- St. John The Evangelist School